# Carlos Altamirano
Pour les articles homonymes, voir Altamirano.
Carlos Altamirano Orrego (né le 18 décembre 1922 à Santiago et mort le 19 mai 2019 dans la même ville) est un homme politique chilien, secrétaire général du Parti socialiste chilien de 1971 à 1979, député de 1961 à 1965 et sénateur de 1965 à 1973. 
Partisan dans les années 1960 de la révolution, son élection à la direction du parti socialiste en 1971 marque le ralliement à l'extrême-gauche du principal parti de la coalition de l'Unidad Popular. Rallié à la démocratie libérale à la fin des années 1970, il se retire de la vie politique après son exclusion du parti socialiste.

## Biographie
Né à Santiago (Chili), issu d'une famille de l'oligarchie intellectuelle du Chili où l'on compte des peintres, des musiciens, des médecins, le fondateur de la banque du Chili, Carlos Altamirano est le fils de Carlos Altamirano Rodríguez et de Sara Orrego Puelma. L'idéologie politique familiale dans laquelle il évolue est cependant marquée à gauche
Étudiant en droit puis avocat et professeur de finances publiques et d'économie à l'école de droit de l'université du Chili, il est élu député en 1961 puis sénateur en 1965. Il préside notamment alors une délégation sénatoriale qui se rend alors pour la première fois dans des pays de l'Europe de l'Est (RDA, Bulgarie et Yougoslavie). 
En 1966, il adhère au Parti socialiste où il connaît une ascension fulgurante, grâce notamment à son éloquence et à sa radicalité. Partisan de la lutte armée contre la bourgeoisie sur le modèle de Che Guevarra, il participe en 1967 au congrès de Chillàn où le Parti socialiste se déclare officiellement marxiste-léniniste, en faveur de transformations révolutionnaires, anticapitalistes et anti-impérialistes. Lors d'un discours, il déclare notamment que « la question de base du pouvoir ne peut se résoudre dans une tribune parlementaire, [qu']elle a toujours été et est le fruit de la lutte insurrectionnelle des peuples contre leurs oppresseurs ». Il est déchu provisoirement de ses droits de sénateur pour offense à l'armée. 
Son ascension au sein des instances du PS fait passer le parti à gauche du Parti communiste, favorable au mode électoral et à la voie pacifique. Après l'élection en novembre 1970 à la présidence de Salvador Allende, candidat d'une coalition, l'Unidad Popular, dominée par le PS, Altamirano est élu en 1971 secrétaire général du PS. En 1972, à l'invitation du président Mao, il visite la Chine avec laquell des relations diplomatiques sont établies, puis se rend en URSS.  
Sous sa direction, le PS déborde par la gauche Salvador Allende, qui en vient à asseoir son pouvoir davantage sur le PCC, plus stable. Quand Allende s’oppose à toute dérive par rapport à l’ordre institutionnel et constitutionnel, Altamirano se rapproche du Mouvement de gauche révolutionnaire (MIR) pour tenter de favoriser une rébellion dans la marine contre les officiers militaires suspectés de préparer un coup d’État. Après le tanquetazo, il incite notamment en juillet 1973 les travailleurs des cordons industriels à s’armer et à former des milices populaires, rejetant tout accord avec la Démocratie chrétienne, qualifié de parti réactionnaire et contre-révolutionnaire, mais plutôt, selon ses propos, favorisant l'armement des « ouvriers, paysans, gens des bidonvilles et les jeunes […] comme classe et comme révolutionnaires » afin de sauver le gouvernement. Le 9 septembre 1973, au Stade national, il s'en prend vivement à l'opposition qu'il menace et aux militaires. Son discours est interprété par l'opposition comme un appel à l'insurrection et à la guerre civile. 
À la suite du coup d'État du 11 septembre 1973, la répression des forces armées s’abat sur les militants socialistes et communistes dont les deux partis sont devenus illégaux et décimés par la torture ou l’exil. Altamirano parvient à s'enfuir et se réfugie d'abord à Cuba, avant de gagner l'Europe de l'Est.
Contraint à l'exil en RDA, il reconsidère ses positions et passe à la fin des années 1970 à droite du PC et de la faction dirigé par Clodomiro Almeyda. Il enclenche alors un processus d’autocritique et entreprend avec Ricardo Nuñez et Jorge Arrate un processus de rénovation théorique et idéologique profonde, en faveur d'une doctrine social-démocrate modérée, favorable à l'économie de marché et à la démocratie libérale, positions défendues par les démocrates-chrétiens. Cette évolution se fait au grand dam de la RDA, sa terre d’accueil, qui cherche à rapprocher politiquement le PS des positions anti-Pinochet radicales du PCC. Ayant conclu que « le système marxiste-léniniste était irrémédiablement un échec », Altamirano quitte alors la RDA pour la France et s'installe à Paris. 
Menacé par la DINA, il aurait été protégé tant par la STASI de Markus Wolf que par la DST française contre diverses tentatives d'assassinat . Mis au courant par la STASI et la DST de l'attentat imminent, à Buenos Aires, contre le général Carlos Prats (assassiné en septembre 1974), ainsi que des menaces sur l'ex-ministre Orlando Letelier (assassiné en 1976 à Washington), il envoya un jeune militant, Waldo Fortín, à Buenos Aires, avec de l'argent et un faux passeport pour le général Prats fabriqué par la STASI. Mais Fortín arriva sur place quelques heures après la mort de Prats; il réussit toutefois à convaincre Letelier de s'installer aux États-Unis.
En 1979, favorable à une alliance avec la démocratie chrétienne, il est expulsé du Parti socialiste, lequel se scinde en deux : le PS-Almeyda (nostalgique des positions d'Allende) et le PS-Briones qui devient le PS-Nuñez (favorable aux positions d'Altamirano).
Écarté de la vie politique publique, il revint au Chili en 1993 après le retour de la démocratie.

## Ouvrages
- Dialéctica de una Derrota (1977)
- Toutes les formes de lutte (1975).